# بوکسور (فیلم ۱۹۶۶)
بوکسور (لهستانی: Bokser) یک فیلم درام لهستانی به کارگردانی یولیان ججینا است که در سال ۱۹۶۶ ساخته و در سال ۱۹۶۷ منتشر شد.

## گزیدهٔ بازیگران
- دانیل اولبریخسکی
- تادئوش کالینوفسکی
- لاشک دراگوش
- یان انگلرت
- گوستاو لوتکیه‌ویچ
- زجیسواف ماکلاکیه‌ویچ
- ماچئی دامینتسکی
- یاتسک دوماینسکی